# 히카르두 나시멘투
히카르두 누누 케이로스 나시멘투(포르투갈어: Ricardo Nuno Queirós Nascimento, 1974년 4월 19일 ~ )는 포르투갈 빌라노바데가이아 출신의 전 축구 선수이다. 2005년부터 2007년까지 K리그의 FC 서울에서 활약하였으며, K리그에 등록된 공식 한글 이름은 히칼도이다.

## 클럽 경력
포르투갈 리가의 축구 클럽 레이숑이스 SC에서 유소년 시절을 거쳐 프로로 데뷔하였다. 1994년 포르투갈의 명문 보아비스타 FC로 이적하였으며 여러 클럽을 거치다 2005년 히우 아브에서 활약하였다.
2005년 3월 히우 아브 FC에서 FC 서울로 이적하였고, 그 해 서울에 화제를 모으며 입단한 박주영과 호흡을 맞추며 박주영이 리그 19경기에 출전하여 12골을 기록하여 신인왕을 수상하는 것에 큰 도움을 주었으며 본인은 도움왕을 수상하였다. 이후 서울의 프리킥과 코너킥 등 세트피스를 전담하며 서울 전술의 핵심으로 올라섰고 2006 시즌 팀의 플레이오프 진출에 기여하였다. 하지만 2007 시즌을 앞두고 셰놀 귀네슈 감독이 추구하는 짧은 패스를 이용한 전술에 맞지 않는다는 이유로 출전 기회가 줄어들기 시작하였고 감독과의 불화까지 겹쳤다. 귀네슈 감독과의 불화는 해결하였으나 계약 기간이 끝나는 2007년을 끝으로 재계약에 실패하여 팀을 떠나게 되었다. 히칼도가 서울과의 재계약에 실패하였다는 이야기를 들은 K리그의 타 구단이 히칼도에 많은 연봉을 제시하며 영입을 제의하였으나 자신은 돈의 논리로만 움직이는 사람이 아니라며 거절하기도 하였다.
서울을 떠난 후 포르투갈의 CD 트로펜세로 이적하였고, 2008년부터 2010년까지 CD 아베스에서 활약한 후 은퇴하였다.

## 국가대표팀 경력
1993년 FIFA 세계 청소년 축구 선수권 대회 본선에 참가하는 포르투갈 축구 U-20 국가대표팀에 선발되어 조별 예선 3차전인 가나와의 경기에 후반 66분 교체로 출전하였다.

## 수상 내역

### 선수
FC 서울
- K리그1

● 4위 (1): 2006
- 리그컵

● 우승 (1): 2006
● 준우승 (1): 2007

### 개인
- K리그 도움상 : 2005

## 참고 자료
- 히칼도, FC서울은 여전히 그리움으로 남아있습니다 (2013년 11월 14일)[깨진 링크(과거 내용 찾기)]
- 아디, 히칼도 인터뷰 - FC 서울 공식 웹사이트 (2006년 7월 3일)[깨진 링크(과거 내용 찾기)]